# Tristagma mirabile
Tristagma mirabile är en amaryllisväxtart som beskrevs av Pierfelice Ravenna. Tristagma mirabile ingår i släktet Tristagma och familjen amaryllisväxter. Inga underarter finns listade i Catalogue of Life.